# Ханс Цибулка
Ханс Цибулка (на немски: Hanns Cibulka) е германски поет и прозаик, роден в Йегерндорф, дн. Кърнов в Чехия, в семейството на текстилен майстор.

## Живот
Като войник от Вермахта Цибулка прекарва цялата Втора световна война на фронта, а накрая попада в американски плен в Сицилия. След освобождаването си Цибулка не може да се завърне в своята судетска родина, която е отделена от Германия, и се установява в Тюрингия. Следва библиотекознание в Берлин и за дълги години става директор на библиотеката в старинния град Гота.

## Творчество
В творбите на Ханс Цибулка по сложен начин се съчетават древни стихотворни размери с модерен поетически език в служба на съвременна тематика, например в „Горестна балада“  (1959). Стихосбирките му „Мартенска светлина“ (1954), „Две срички“ (1959) и „Ариозо“ (1962) възкресяват спомени от детството в родната Бохемия и от преживяното през войната. А в книгите си „Роза на ветровете“ (1968), „Лястовици на светлината“ (1973), „Дърво на живота“ (1977), „Лозова пръчка“ (1980) и „Оневинен. Стихове от три десетилетия“ (1986) поетът надмогва елегическото усамотение, характерно за ранните му стихове, и изповядва интимното си съпричастие с изкуството на други епохи и народи. Творчеството на Цибулка издава духовно родство с поетическите светове на Гьоте, Ницше, Юнгер, Хауптман и Паунд.

## Признание
През 1988 г. Ханс Цибулка е избран за почетен професор на Щатския университет във Флорида, САЩ. След политическата промяна в Германия през 1989 г. остава да живее в своето творческо уединение, като публикува цяла поредица от дневници.

## Награди и отличия
- 1973: Louis-Fürnberg-Preis
- 1978: Francesco-de-Sanctis-Preis
- 1978: Johannes-R.-Becher-Medaille
- 1979: Kulturpreis der Stadt Gotha
- 1982: Diploma di merito Accademia Italia
- 1988: Ehrenprofessur der Florida State University, USA
- 1991: Sudetendeutscher Kulturpreis
- 1995: Ehrengabe zum Andreas-Gryphius-Preis
- 2000: Erwin-Strittmatter-Preis